# Paralimna dorina
Paralimna dorina är en tvåvingeart som beskrevs av Timothy M. Cogan 1968. Paralimna dorina ingår i släktet Paralimna och familjen vattenflugor.
Artens utbredningsområde är Kenya. Inga underarter finns listade i Catalogue of Life.